# Xenotrichini
Xenotrichini — триба вимерлих приматів, які жили на Великих Антильських островах ще в 16 столітті.
На цих Карибських островах більше немає ендемічних приматів, хоча повідомляється, що останній виявлений вид, Antillothrix bernensis, жив на Іспаньйолі (о. Гаїті) до заселення європейцями. Спорідненість цих видів підтверджується деталями у формуванні черепа та нижньої щелепи, такими як зменшення кількості зубів.